# Aéropostale

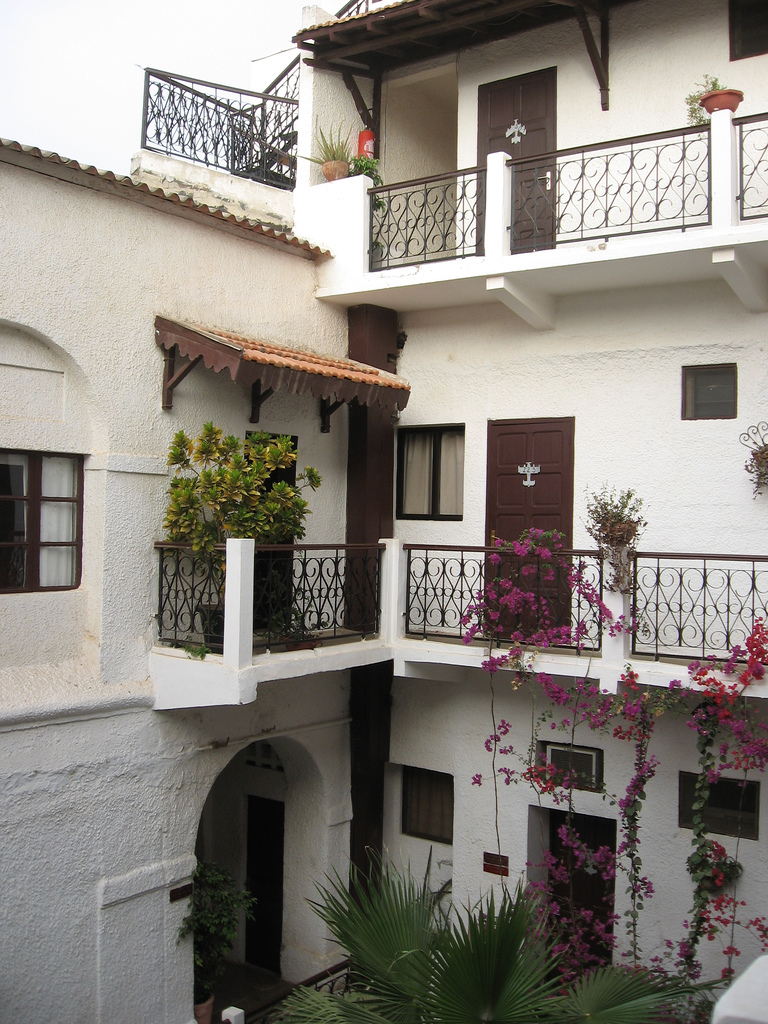
Hôtel de la Poste em Saint-Louis, no Senegal, uma hospedaria dos pilotos da Aéropostale

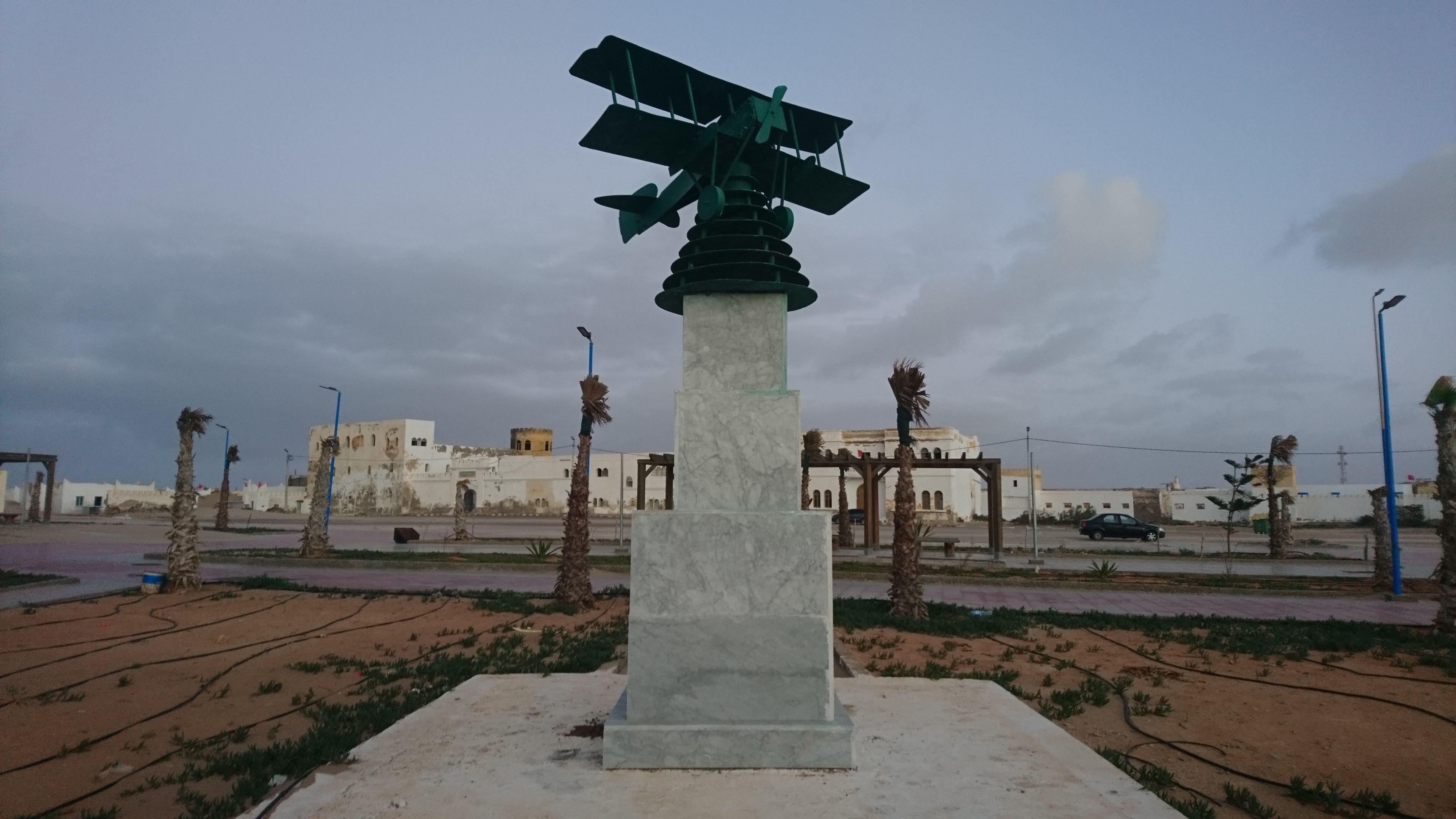
Monumento comemorativo da Aéropostale em Tarfaya.

A Aéropostale (Compagnie Générale Aéropostale) foi uma companhia de aviação pioneira cujas origens remontam a 1918, na França, quando o empresário Pierre-George Latécoère resolveu transformar uma fábrica de vagões em uma empresa de aviação. Em 1927, Marcel Bouilloux-Lafont, empresário radicado no Brasil compra 94% das ações da Latécoère e a rebatiza como Aéropostale. A proposta da Aeropostale era, na onda  mundial de popularização da aviação, estabelecer linhas de conexão para o serviço aéreo postal.
Aproveitando o serviço de pilotos veteranos da Primeira Guerra Mundial, a Aéropostale ofereceu rotas aéreas entre a França, África e, posteriormente, América do Sul, onde serviu cidades do Brasil, Uruguai, Argentina e Chile. Foram construídos somente no Brasil, 11 campos de pouso completos, com hangar, sala de pilotos, transmissores sem fio e aeródromo em cidades como Natal, Recife, Maceió, Caravelas, Vitória, Rio de Janeiro, Santos, Florianópolis, Pelotas e Porto Alegre.
Inicialmente, as correspondências chegavam da Europa ao Brasil por navio, sendo depois distribuídas a partir de Recife. Apenas em 1930 foi realizada a primeira travessia do Atlântico Sul por avião, feito realizado pelo piloto Jean Mermoz. Dentre seus pilotos, destaca-se também o nome de Antoine de Saint-Exupéry, famoso por sua obra "O Pequeno Príncipe",   que retratou também em livro os primeiros anos da companhia em seu romance "Voo Noturno".
Em 1933, Aéropostale fundiu-se com outras companhias aéreas (Air Orient, Société Générale de Transport Aérien, Air Union, and Compagnie Internationale de Navigation) para criar a Air France.

## Ligações Externas
- «Histórico, imagens, gráficos e mapas de época» (em francês)
- Monumento em memória a pilotos da Aéropostale é reinaugurado no Campeche Base Aérea de Florianópolis - Força Aérea Brasileira